# Инкассаторский автомобиль

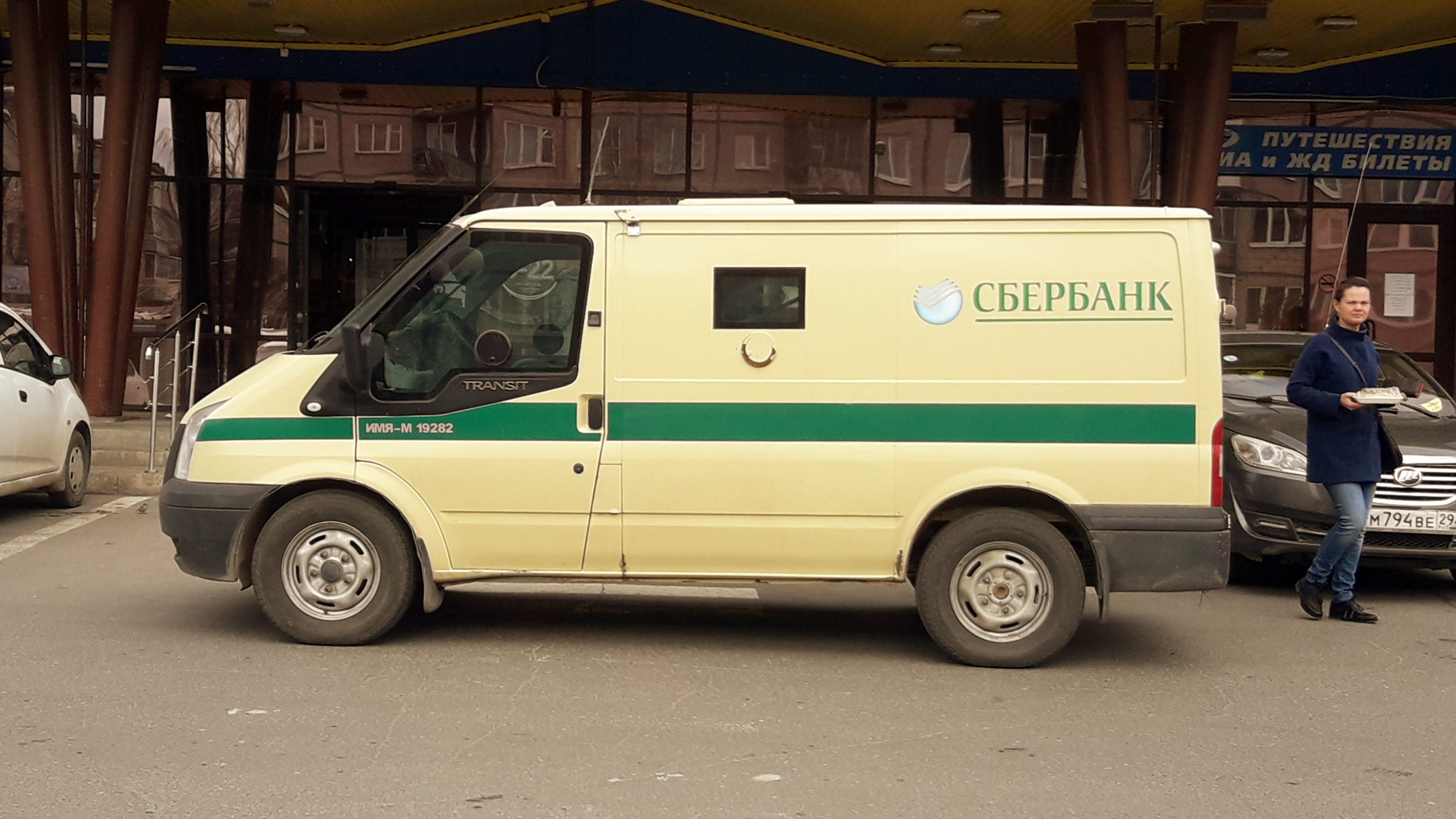
Инкассаторский автомобиль Сбербанка (Ford Transit)

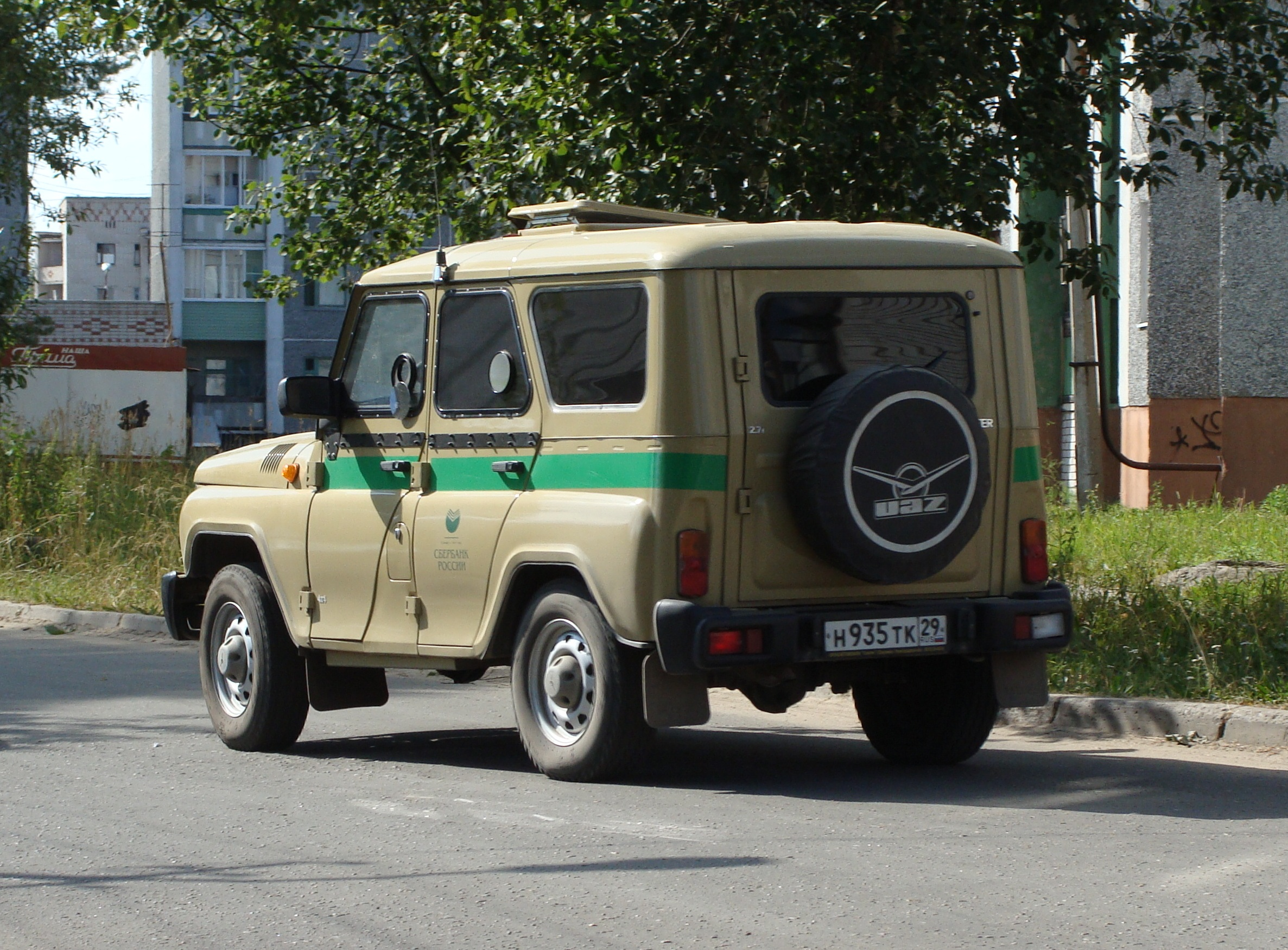
Инкассаторский автомобиль Сбербанка (UAZ Hunter)

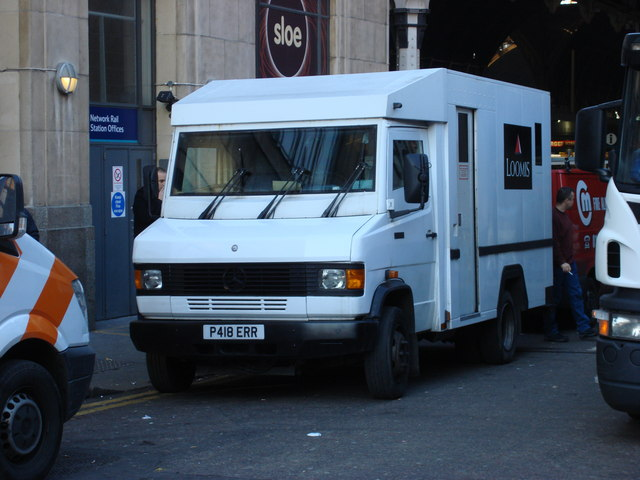
Инкассаторский автомобиль Mercedes-Benz T2 фирмы Loomis в Лондоне

Инкассаторский автомобиль — специальный автомобиль, используемый инкассаторами для перевозки наличных денег или драгоценностей. 
Иногда инкассаторы используют для перевозки наличных денег (обычно не очень крупных сумм) обычные легковые автомобили, но как правило для перевозки наличных денег используются специальные бронированные автомобили. Часто такой автомобиль производит наряду с другими серийными автомобилями соответствующего класса автозавод, а его бронирование (с последующими технологическими изменениями и процессами сварки, резки, разборки и монтажа отдельных узлов, дополнительного крепежа, усиления подвески и т.п.) осуществляют другие фирмы. 
Кузов специального инкассаторского автомобиля должен быть достаточно просторным и удобным для длительной поездки минимум трех человек, при этом объем свободного пространства для груза должен быть не менее 2-2,5 м3 (особенно много места занимают кассеты для банкоматов). 
Также автомобиль должен быть таким, чтобы водителю не приходилось делать неплановые остановки и выходить из автомобиля. То есть должен иметься бензобак или ГБО повышенной вместимости или дополнительный бензобак или газовый баллон, переключение на который должно производиться из кабины. Это же относится к бачку с жидкостью для смывания лобового стекла. Щетки стеклоочистителя и зеркала заднего вида должны иметь подогрев, а зеркала должны регулироваться из кабины. 
Должна иметься возможность запирать из кабины грузовой отсек или ящики и сейфы для ценностей. Боковая дверь может играть роль дополнительной защиты на случай обстрела, но такая конструкция значительно увеличивает габариты машины. Обычно имеются бойницы для стрельбы из автомобиля по нападающим.
Иногда в инкассаторских автомобилях имеется приспособление, с помощью которого в случае нападения можно привести банкноты в неплатежное состояние (пометить их, чтобы отследить в дальнейшем попытку расплатиться такими деньгами или обменять их). Это делает бессмысленным хищение денег.